# Вудленд (тауншип, Миннесота)
Вудленд (англ. Woodland) — тауншип в округе Райт, Миннесота, США. На 2000 год его население составило 1137 человек.

## География
По данным Бюро переписи населения США площадь тауншипа составляет 90,6 км², из которых 88,6 км² занимает суша, а 2,0 км² — вода (2,26 %).

## Демография
По данным переписи населения 2000 года здесь находились 1137 человек, 389 домохозяйств и 322 семьи.  Плотность населения —  12,8 чел./км².  На территории тауншипа расположено 398 построек со средней плотностью 4,5 построек на один квадратный километр. Расовый состав населения: 98,94 % белых, 0,18 % азиатов и 0,88 % приходится на две или более других рас. Испанцы или латиноамериканцы любой расы составляли 0,09 % от популяции тауншипа.
Из 389 домохозяйств в 36,5 % воспитывались дети до 18 лет, в 73,5 % проживали супружеские пары, в 4,6 % проживали незамужние женщины и в 17,0 % домохозяйств проживали несемейные люди. 13,9 % домохозяйств состояли из одного человека, при том 5,4 % из — одиноких пожилых людей старше 65 лет. Средний размер домохозяйства — 2,89, а семьи — 3,19 человека.
27,7 % населения — младше 18 лет, 7,8 % — в возрасте от 18 до 24 лет, 28,7 % — от 25 до 44, 26,5 % — от 45 до 64, и 9,3 % — старше 65 лет. Средний возраст — 37 лет. На каждые 100 женщин приходилось 111,7 мужчин.  На каждые 100 женщин старше 18 приходилось 113,5 мужчин.
Средний годовой доход домохозяйства составлял 58 646 долларов, а средний годовой доход семьи —  63 281 доллар. Средний доход мужчин —  38 846  долларов, в то время как у женщин — 27 875. Доход на душу населения составил 21 813 долларов. За чертой бедности находились 3,4 % семей и 4,5 % всего населения тауншипа, из которых 7,3 % младше 18 и 8,3 % старше 65 лет.